# Richard Baker (Zen-Lehrer)

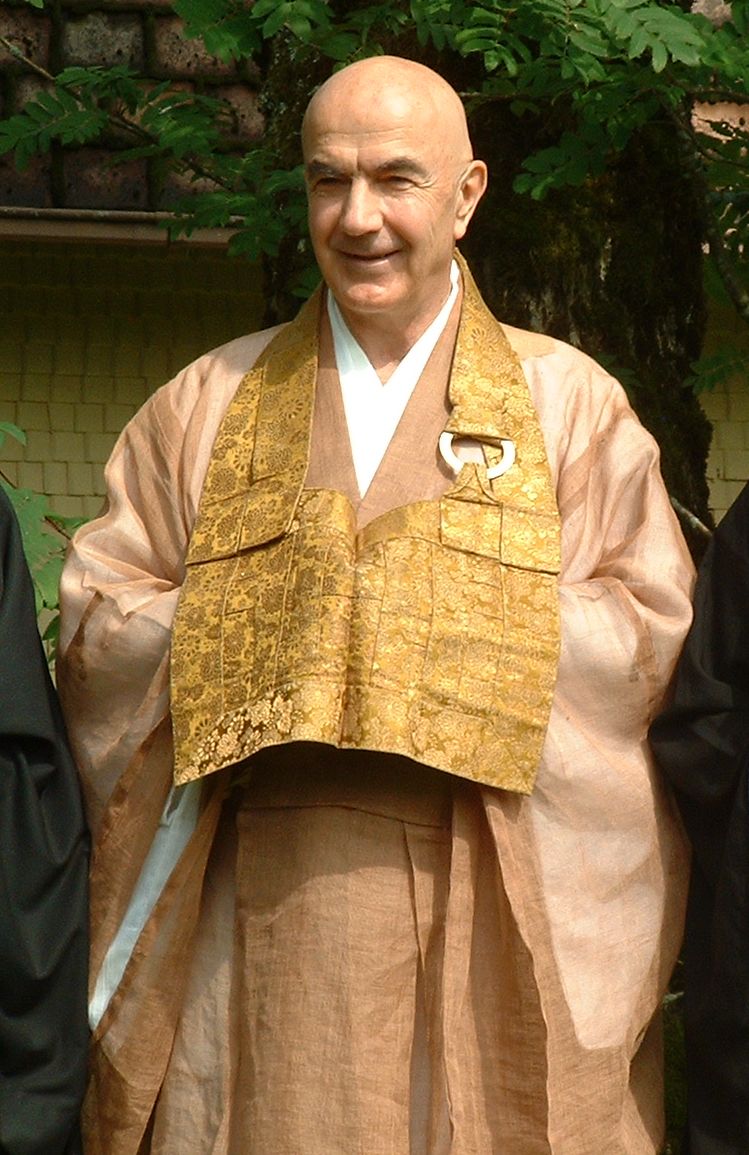
Richard Baker, 2008

Richard Dudley Baker (* 30. März 1936 in Biddeford, Maine) ist ein US-amerikanischer Zen-Lehrer. Als Dharma-Nachfolger von Shunryū Suzuki hat er einen entscheidenden Beitrag zur Etablierung des Zen-Buddhismus im Westen geleistet; Thích Nhất Hạnh bezeichnete ihn als „Verkörperung der Zukunft eines westlichen Buddhismus“.
Von 1971 bis 1984 war Baker Abt des San Francisco Zen Center, SFZC, das sich unter seiner Führung zu einem der einflussreichsten buddhistischen Zentren Amerikas entwickelte. Nachdem 1983 eine außereheliche Beziehung Bakers bekannt geworden und weitere Vorwürfe erhoben worden waren, trat er 1984 zurück. Er gründete eine neue Organisation, Dharma Sangha, und mit ihr das Zen-Buddhistische Zentrum Schwarzwald (auch Johanneshof genannt) sowie das Crestone Mountain Zen Center in Crestone, Colorado. 2024, im Alter von 88 Jahren, übergab Baker das Amt als Abt der Dharma Sangha an seine Nachfolgerin, Nicole Baden.

## Frühes Leben und Ausbildung
Richard Baker wurde am 30. März 1936 in Biddeford, Maine, als Sohn von Harold Baker und Elisabeth Dudley geboren. Wegen häufiger Umzüge verbrachte er seine Kindheit und Jugend unter anderem in Cambridge (Massachusetts), Indiana und Pittsburgh. Baker ist ein Nachfahre von Thomas Dudley, einem einflussreichen puritanischen Politiker und Kolonialbeamten aus dem 17. Jahrhundert. Er wuchs in bescheidenen Verhältnissen auf, konnte aber dank eines Stipendiums an der Harvard University studieren – unter anderem Architektur und Geschichte. 1960 zog er nach San Francisco, Kalifornien, wo er ab 1961 mit Shunryu Suzuki praktizierte und an der University of California in Berkley einen Bachelor- und Masterabschluss machte. 1966 wurde er von Suzuki als Sōtō-Zen-Priester ordiniert, zwischen 1968 und 1971 praktizierte er zwecks weiterer Ausbildung in den japanischen Zen-Klöstern Antaiji, Eiheiji und Daitokuji. 1970 erhielt er von Suzuki die Dharma-Übertragung, mit der er als eigenständiger Zen-Lehrer autorisiert wurde.

## Laufbahn

### San Francisco Zen Center

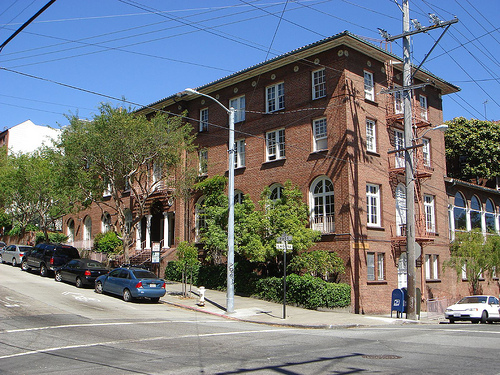
Das City Center des San Francisco Zen Center in der Page Street

1962 gehörte Richard Baker zum kleinen Kreis US-amerikanischer Praktizierender um Suzuki Roshi, die das San Francisco Zen Center, SFZC, gründeten. 1966 aquirierte Baker ein ehemaliges Resort in der südlich von San Francisco gelegenen Ventana Wilderness, das das SFZC zum Tassajara Zen Mountain Center, dem ersten Zen-Kloster außerhalb Asiens, umfunktionierte. Auch die dazu erforderliche Spendenkampagne wurde maßgeblich von Baker organisert. Baker schrieb das Vorwort zu Shunryu Suzukis bekanntem Buch Zen-Geist, Anfängergeist. 1971, kurz vor Shunryu Suzukis Tod, folgte Baker seinem Lehrer im Amt des Abts des SFZC. Unter seiner Führung weitete das SFZC seine Aktivitäten erheblich aus. 1972 kaufte es die Green Gulch Farm im nördlich von San Francisco gelegenen Marin County; hier wurde ein drittes Praxiszentrum etabliert.
In den folgenden 15 Jahren expandierte das SFZC enorm und kaufte weitere Immobilien, vor allem in der Nachbarschaft des Stadtzentrums, City Center, unter anderem um mehr Wohnraum für die steigende Anzahl von Zen-Praktizierenden stellen zu können. Während der 1970er Jahre entwickelte das SFZC auch ein Netzwerk von Betrieben, in denen Zen-Praktizierende arbeiten und neue, nachhaltigere Formen des Wirtschaftens erforschten, etwa eine Bäckerei, ein Lebensmittelgeschäft und das Greens, das wohl erste vegetarische Gourmetrestaurant in den USA.
Im Zuge dieser Entwicklungen wurde das SFZC zu einer einflussreichen kulturellen Institution und Baker zu einer bekannten Person des öffentlichen Lebens. Er pflegte enge Verbindungen und Freundschaften mit anderen einflussreichen Persönlichkeiten jener Zeit, etwa mit dem Gründer des Esalen Instituts, Mike Murphy, und dem damaligen Gouverneur Kaliforniens, Jerry Brown.
Neben seinem bescheidenen Gehalt als Abt erstattete ihm das SFZC unter anderem Ausgaben für Reisen in erheblicher Höhe, stellte je eine Wohnung in allen drei Praxiszentren sowie Praktizierende als persönliche Mitarbeiter zur Verfügung. Bakers Lebensstil wurde – zumindest nach seinem Rücktritt – von vielen als extravagant und unangemessen bezeichnet. Neben seinen diversen Aufgaben wuchs auch die Zahl der von ihm persönlich betreuten Zen-Praktizierenden im Laufe seiner Amtszeit stark an – auf bis zu 400 Zen-Schülerinnen und -Schüler. Für viele in der Gemeinschaft wirkte er deshalb als zunehmend unerreichbar. Kritikpunkte wie diese blieben aber lange weitgehend unausgesprochen. Erst als 1983 öffentlich bekannt wurde, dass Baker eine Liebesbeziehung mit der Ehefrau eines einflussreichen SFZC-Spenders und -Unterstützers begonnen hatte, wurde Kritik plötzlich von vielen vehement artikuliert.

#### Rücktritt, Versöhnung und Vermächtnis

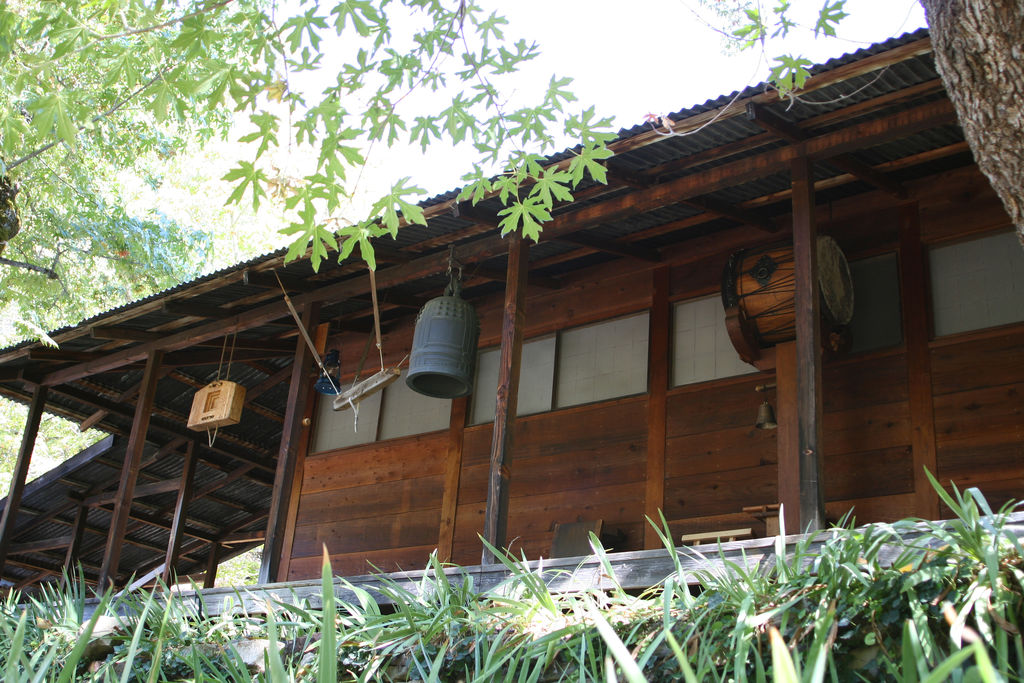
Außenansicht des Zendo im Tassajara Zen Mountain Center

Nun berichteten auch vier weitere Frauen, früher solche Beziehungen mit Baker gehabt zu haben. Der Ehemann, bis dahin ein einflussreicher Unterstützer des SFZC, drohte mit rechtlichen Schritten gegen das Zentrum. Im Verlauf der folgenden Monate wendeten sich immer mehr Menschen in der SFZC-Führungseben gegen Baker, der daraufhin 1984 von seinem Amt als Abt zurücktrat.
Baker hat sich seitdem oft zu Verfehlungen und Verantwortungen für die SFZC-Krise von 1983 bekannt, unter anderem in einem Interview von 1994:

„Ich glaube nicht, dass die Klatschgeschichten oder offiziellen Versionen dessen, was geschehen sein soll, wirklich stimmen. Aber ich habe definitiv das Gefühl, dass sich die Situation so nicht wiederholen würde, wenn ich ihr als der Mensch, der ich heute bin, noch einmal begegnen würde. Was ja bedeutet, dass die Schuld im Grunde genommen bei mir liegt. Ich hatte da eine Art von Unsicherheit und Selbstüberschätzung, der ich mir lange nicht bewusst gewesen bin. Und das war eine schlechte Dynamik für die Gemeinschaft.“

Erst in den 2020er Jahren normalisierten sich die Beziehungen wieder. Das SFZC schreibt heute auf seiner Website über Baker:

„Obwohl die Umstände seines Rücktritts schwierig und komplex waren, kam es in den letzten Jahren zu einer Erneuerung von Freundschaft und Dharma-Beziehungen.“

### Dharma Sangha und spätere Jahre
Nach seinem Rücktritt als Abt des SFZC gründete Baker in Santa Fe, New Mexico, eine neue Gemeinschaft mit dem Namen Dharma Sangha. Die Lindisfarne Association, eine gemeinnützige Bildungsstiftung, übergab ihren Campus in Crestone, Colorado, an Bakers Dharma Sangha. Baker siedelte nach Crestone um und begann mit dem Ausbau des Zentrums, das ursprünglich aus dem Lindisfarne Fellows House (einem Gebäude mit neutraler Energiebilanz), einem sogenannten Founder’s House und der kuppelartigen Lindisfarne Chapel bestanden hatte. Er baute einen traditionellen japanischen Zendo mit Platz für mehrere Dutzend Praktizierende sowie ein Gästehaus und weitere Gebäude. Laurance Rockefeller, mit dessen Unterstützung Baker schon viele SFZC-Projekte realisiert hatte, trug entscheidend zur Finanzierung bei.

#### Entstehende Verbindungen nach Europa
Während er seinen neuen Praxisort, das Crestone Mountain Zen Center (CMZC), entwickelte, knüpfte Baker Mitte der 1980er-Jahre gleichzeitig Verbindungen nach Europa. 1983 wurde er erstmals eingeladen, auf zwei Konferenzen in Österreich und der Schweiz zu sprechen. In der Folge wurde er zu weiteren Konferenzen eingeladen und gebeten, auch Seminare anzubieten. Um ihn bildete sich eine Gruppe von europäischen Zen-Praktizierenden. 1989 leitete er in Europa sein erstes Sesshin, ein traditionelles einwöchiges Zen-Retreat. Für ihn markierte das einen bedeutenden Wendepunkt in seinem Engagement für Praktizierende in Europa.
„Solange ich nur Seminare angeboten habe, konnte ich mich noch entscheiden, im nächsten Jahr einfach nicht wiederzukommen. Aber ein Sesshin löst ganz andere Prozesse aus als ein Wochenendseminar. Es ist ein substanzieller Schritt in Richtung einer wirklichen Lehrer-Schüler-Beziehung. Wenn man das einmal mit Menschen gemacht hat, kann man sie nicht mehr allein lassen. Man muss weitermachen, ein zweites Sesshin anbieten, ein drittes und ein viertes“, wird er in einem Buch über die europäische Dharma Sangha Europa zitiert.
Ab 1989 leitete er zwei einwöchige Sesshins pro Jahr in Deutschland. Zwischen 1990 und 1996 fanden diese Sesshins im Haus der Stille, einem renommierten buddhistischen Retreat-Zentrum bei Hamburg, statt.

#### Gründung eines klösterlichen Praxis-Zentrums in Europa
Ab Ende der 1980er-Jahre kamen europäische Zen-Schüler, die länger als nur eine Sesshin-Woche am Stück mit Baker praktizieren wollten, auch nach Crestone. Mitte der 1990er-Jahre, nachdem der neue Zendo dort fertiggestellt war, bot Baker in Crestone Angos, jährliche mehrmonatige Praxisperioden für erfahrenere Praktizierende, an. Die Möglichkeit, in der Dharma Sangha Angos anzubieten, galt deshalb als ein bedeutender Schritt zu einer tieferen, engagierteren Praxis.
1996 erwarb der europäische Zweig der Dharma Sangha den Johanneshof, ein eigenes Praxiszentrum am Rand eines Dorfes im Südschwarzwald. (Der Name „Johanneshof“ stammt aus der Zeit vor dem Kauf; er hat sich jedoch erhalten und wird bis heute – inoffiziell – verwendet.) Einige Mitglieder der Sangha zogen dauerhaft als Bewohner und Bewohnerinnen ein; viele andere kamen zu Bakers Seminaren und Sesshins, die nun überwiegend im Johanneshof stattfanden. (Baker besuchte aber weiterhin auch regelmäßig einige deutsche und österreichische Städte, wo er Seminare für lokale Gruppen anbot.) Wie im CMZC richteten sich die Bewohner des neuen europäischen Zentrums nach einem klösterlichen Tagesplan, der unter anderem Zazen am Morgen und Abend, formelle gemeinsame Mahlzeiten im traditionellen Ōryōki-Stil sowie ausgedehnte Phasen der Arbeitspraxis beinhaltete.
2012 kaufte die Dharma Sangha Europa drei weitere Gebäude direkt gegenüber vom Johanneshof. Eines davon, das ehemalige Bürogebäude eines Architektur- und Designunternehmens, wurde als Wohnhaus umgebaut, im Erdgeschoss entstand dazu ein großer Seminarraum. Ein weiteres Gebäude, ehemals die Schreinerei des Unternehmens, wurde zu einem traditionellen japanischen Zendo und einer Buddha-Dharma-Halle umgebaut – der Zendo wird ausschließlich für Zazen (Zen-Meditation) genutzt, während tägliche Zeremonien und andere Rituale typischerweise in der Dharma-Halle stattfinden. Der erweiterte Campus wird mittlerweile offiziell Zen-Buddhistisches Zentrum Schwarzwald (ZBZS) genannt.

#### Vertiefung der Praxis, Ausbau der Zentren
Ende 2013 leitete Richard Baker erstmals eine Ango im ZBZS. Die herbstliche Praxisperiode wurde zur jährlichen Tradition und erst 2020 als Reaktion auf die Covid-19-Pandemie vorübergehend ausgesetzt. Im Jahr 2022 erwarb eine Gruppe langjähriger Zen-Schüler und -Schülerinnen in privater Initiative ein weiteres Nachbargebäude, um dort dauerhaft leben und an den Angeboten des ZBZS teilnehmen zu können. Zwei Jahre später, 2024, kaufte das ZBZS die ehemalige Dorfschule eines Nachbarorts. Hier sollen weitere Wohnungen entstehen, unter anderem für langjährige Mitarbeitende und für frühere ZBZS-Bewohner und -Bewohnerinnen. Baker betont bezüglich dieser Erweiterungen immer wieder, dass eine nachhaltige Entwicklung buddhistischer Zentren im Westen nur möglich ist, wenn klösterlich Praktizierenden eine Perspektive für ihre ganze Lebensspanne erhalten, also auch fürs höhere Alter, in dem die Teilhabe am klösterlichen Alltag vielleicht nicht mehr uneingeschränkt möglich ist.
In Bezug auf die Zentren, die er mitbegründet hatte, hebt Baker oft hervor, dass deren konkrete physische Gestalt auch die Art und Weise der Praxis mitbestimmt. Er versteht spirituelle Zentren als Mandala-Strukturen – also als Beziehungsfelder, in denen Gebäude, Praktizierende, Tiere, Pflanzen und sogar Steine in wechselseitiger Verbindung zueinander stehen. Baker beschäftigte sich intensiv mit architektonischen und gestalterischen Details seiner Zentren. Er trug eine bedeutende Sammlung historischer Kunstwerke und Statuen zusammen, die er ebenfalls als wesentlichen Bestandteil seiner Praxisauffassung betrachtet.
In den frühen 2020er-Jahren bemühte sich Baker verstärkt um eine Wiederannäherung an das San Francisco Zen Center, SFZC. Gemeinsam mit seiner langjährigen Schülerin und designierten Nachfolgerin, Tatsudo Nicole Baden Roshi, besuchte er das SFZC mehrfach. Beide wurden dort von aktuellen und ehemaligen Äbten und Äbtinnen empfangen. Im Jahr 2023 traten sowohl das CMZC als auch das ZBZS dem Netzwerk Branching Streams bei – einem Zusammenschluss von Praxiszentren in der Nachfolge von Shunryu Suzuki, organisiert durch das SFZC. Im selben Jahr besuchte Tova Green, eine Lehrerin des SFZC und die Koordinatorin von Branching Streams, Baker und Baden im ZBZS.
Im September 2024 gab Richard Baker im Alter von 88 Jahren offiziell sein Amt als Abt der beiden Dharma-Sangha-Zentren ab. Sowohl sein Rücktritt als auch die Einsetzung seiner Nachfolgerin Nicole Baden als neue Abtin erfolgten im Rahmen einer formellen „Mountain Seat Ceremony“. Unter den mehreren hundert Gästen der Veranstaltung waren unter anderem der leitende Abt des San Francisco Zen Center (SFZC), David Zimmerman, sowie zahlreiche ehemalige Äbte, Äbtinnen und ranghohe Lehrende des SFZC, etwa wie Fu Schroeder, Norman und Kathie Fischer, Tova Green und Victoria Austin. Einige von ihnen kannten Baker bereits seit den 1960er- oder 70er-Jahren und hatten die Krise von 1983 persönlich miterlebt. Ihre Teilnahme an der Zeremonie wurde allgemein als Zeichen einer tiefgreifenden VersöhnungundHeilung alter Konflikte verstanden. Weitere Gäste waren Hoitsu und Shungo Suzuki, der Sohn und der Enkel von Shunryu Suzuki, die beide selbst Zen-Lehrer sind.
Im Rahmen einer Podiumsdiskussion während der Veranstaltung beschrieb der Zen-Priester und Suzuki-Biograph David Chadwick Bakers Bedeutung mit diesen Worten:
„Viele Menschen waren wichtig in meinem Leben. Wer ich heute bin, ist das Ergebnis all derer, die ich getroffen habe. Aber es gibt nur zwei Menschen, ohne die ich nicht hier wäre. Und ehrlich gesagt: Keiner von euch wäre hier. Und diese beiden Menschen sind natürlich Shunryu Suzuki und Richard Baker Roshi.“
Im Laufe seines Wirkens hat Richard Baker den Dharma in der Lehrlinie von Shunryu Suzuki an elf seiner Schüler und Schülerinnen übertragen, die so zu eigenständigen Lehrenden autorisiert wurden: Reb Anderson, Issan Dorsey, Philip Whalen, Dan Welch, Paul Rosenblum, Rocío María Hernández Pozo, Gerald Weischede, Ottmar Engel, David Beck, Christian Dillo und Nicole Baden.
Baker lehrt weiterhin an beiden Dharma-Sangha-Zentren und online. In den letzten Jahren begann er zudem, Gedichte zu verfassen. Er liest gelegentlich bei öffentlichen Veranstaltungen, unter anderem in Berlin.

## Kernanliegen und Lehre
Obwohl sich Richard Bakers Lehransatz im Verlauf von sechs Jahrzehnten stark weiterentwickelt hat, sind viele seiner grundlegenden Anliegen und Einsichten konstant geblieben. Aus seiner Sicht bietet der Buddhismus eine alternative Art, die Welt zu sehen und in ihr zu sein – eine Sichtweise, die sowohl individuell als auch gesellschaftlich transformierendwirken könne. Er betrachtet die buddhistische Weltsicht als heilsamer und geistig gesünder als die konventionelle westliche Weltsicht, die in vielerlei Hinsicht von Täuschung geprägt sei.

### Etablierung einer (Zen-)buddhistischen Praxis im Westen
Seit den 1960er-Jahren gehört die Etablierung (zen-)buddhistischer Praxis im Westen zu Bakers zentralen Anliegen. Er ist überzeugt, dass die Essenz des Zen – so wie er sie von seinen japanischen Lehrern empfangen hat – authentisch innerhalb westlicher Kultur weitergegeben werden kann. Eine solche Übertragung sei jedoch nur möglich, wenn die Formen der Praxis an die soziokulturelle Prägung westlicher Menschen angepasst werden.
Ein Beispiel hierfür sind die Wohn- und Klosterzentren, die Baker mitbegründet hat: Während die Grundform der Praxis – etwa das Zazen, der Tagesablauf oder manche Rituale – eng an der traditionellen Praxis in japanischen Tempeln orientiert ist, sind andere Elemente westlich geprägt oder modernisiert. Dazu gehört unter anderem das wirtschaftliche Fundament dieser Zentren: Japanische Tempel finanzieren sich überwiegend durch Spenden lokaler Gemeindemitglieder. Die von Baker gegründeten Zentren hingegen mussten eigene wirtschaftliche Modelle entwickeln. Zwar erhielten und erhalten sie bis heute beträchtliche Spenden, doch ein Großteil der Finanzierung basiert auf Teilnahmegebühren für Retreats sowie der Vermietung der Räumlichkeiten an externe Seminaranbietende. Zen-Praktizierende arbeiten in Bereichen wie Küche, Hauswirtschaft, Gästebetreuung oder Instandhaltung – und ihre Arbeit gilt dabei als integraler Bestandteil ihrer spirituellen Praxis. Dieses Modell hat Baker erstmals in den 1960er-Jahren im Tassajara Zen Mountain Center gemeinsam mit Shunryu Suzuki umgesetzt, inzwischen ist es in vielen westlichen buddhistischen Zentren gängig.
Ein weiterer Aspekt, in dem Baker seine Lehre an westliche Bedingungen angepasst hat, ist sein Lehrstil. Die traditionelle japanische Zen-Vermittlung basiert auf impliziter Lehre, also auf dem sorgfältigen Beobachten und Nachahmen des Lehrers im monastischen Alltag. In seinen frühen Jahren am SFZC konnte sich Baker noch an diesem Modell orientieren, da die dortige Praxisgemeinschaft in klösterlicher Form organisiert war. In seiner heutigen Sangha, in der viele Schüler nicht dauerhaft gemeinsam leben, sondern nur gelegentlich für Sesshins oder Seminare anreisen, setzt Baker hingegen stärker auf eine explizite Vermittlung: Er erklärt häufiger Hintergründe, Konzepte und Rituale im Detail, um so Verständnis und Vertiefung zu ermöglichen.
Eine solche Form der Lehre setzt jedoch voraus, dass es eine geeignete Begrifflichkeit für die Vermittlung buddhistischer Inhalte gibt. Laut Baker fehlen in westlichen Sprachen jedoch passende Worten für viele grundlegende buddhistische oder asiatische Kultur- und Erfahrungsbegriffe. Die stattdessen gängig verwendeten Begriffe seien mit unangemessenen westlich-christlichen Konnotationen besetzt. Deshalb betrachtet Baker die Entwicklung eines neuen „Dharma-Vokabulars“ – von ihm auch als „dharmacabulary“ bezeichnet – als essenziell für die Verankerung buddhistischer Praxis im Westen. Diese sprachschöpferische Arbeit ist in den letzten Jahren zu einem Markenzeichen seiner Vorträge geworden. Ziel sei es, neue Möglichkeiten des Denkens und Sprechens über Praxis zu eröffnen.
Baker hat vier grundlegende Annahmen formuliert, die seiner Lehre zugrunde liegen. Er nennt sie die „Vier Möglichkeiten“ (four possibles): 1. Persönliche und gesellschaftliche Transformation ist möglich. 2. Freiheit von geistigem Leiden ist möglich. 3. Ein Leben im Einklang mit unserer grundlegenden Existenzweise ist möglich. 4. Ein Leben zum Wohle aller fühlenden Wesen und Dinge ist möglich.

### Grundannahme einer Zen-buddhistischen/yogischen Weltsicht
Baker betont, dass der Zen-Buddhismus auf einer yogischen Weltsicht beruht. Diese yogische Weltsicht werde durch Zen-Praxis praktisch anwendbar und lebbar. Seiner Auffassung nach unterscheiden sich die grundlegenden Annahmen yogischer Kulturen auf fundamentale Weise von denen westlicher Kulturen. In seinen Unterweisungen verzichtet er in der Regel auf Aussagen über die Richtigkeit oder Wahrheit eines der beiden kulturellen Paradigmen. Stattdessen ermutigt er seine Schüler, zentrale Annahmen aus dem yogischen Paradigma – zumindest vorübergehend – zu übernehmen und dann zu beobachten, ob sich dadurch ihre Art in der Welt zu sein, in eine heilsamere Richtung verändert. Zu diesen zentralen Annahmen oder Unterscheidungen gehören:
- Relationalität versus Realität: Laut Baker nehmen konventionelle westliche Weltbilder in der Regel an, dass eine objektive Realität unabhängig von der wahrnehmenden Person existiert. Was „da draußen“ sei, habe demnach eine inhärente Wirklichkeit, und das Höchste, was eine Person erreichen könne, sei, diese Wirklichkeit möglichst genau zu erkennen. Die yogische Kultur hingegen schlägt vor, was Baker als eine gemeinsame Relationalität bezeichnet – statt einer geteilten Realität. Sie geht davon aus, dass niemand und nichts eine inhärente Identität oder Qualität besitzt, sondern nur ein Potenzial, das sich in einem ständig im Fluss befindlichen Feld von Beziehungen zu anderen Dingen oder Menschen verwirklicht. Um dies zu veranschaulichen, verweist Baker mitunter auf den Unterschied zwischen den Brettspielen Go und Schach. In dieser Analogie steht Go für das yogische Weltbild und Schach für das westliche: Im Schach hat jede Figur eine festgelegte, eigene Art, das Spiel zu beeinflussen – ein König bewegt sich anders als eine Dame, ein Springer anders als ein Bauer. Im Go hingegen sind alle Steine grundsätzlich gleich. Ihre Wirkung auf das Spiel ergibt sich ausschließlich aus ihrer Position im Beziehungsfeld zu den übrigen Steinen – und verändert sich deshalb ständig.[36]
- Kontinuität versus Abfolge: Die westliche Kultur stellt sich menschliches Bewusstsein in der Regel als einen ununterbrochenen, kontinuierlichen Strom von Erfahrung vor. Nach diesem Verständnis gehen Gedanken, Gefühle und Sinneswahrnehmungen stets nahtlos ineinander über. Baker erklärt, dass eine Person, die diesem Konzept folgt – was bei westlich geprägten Menschen meist unbewusst geschieht –, ihre Identität typischerweise in den Inhalten des kontinuierlichen Bewusstseinsstrom verortet. Doch die Inhalte dieses Bewusstseinsstroms sind das Produkt kultureller, sozialer und biografischer Prägung – und somit stark limitiert. Viele Menschen im Westen, so Baker, empfänden sich deshalb als durch zentrale biografische Ereignisse definiert. Das Beste, was sie sich erhofften, sei eine gewisse Reifung oder Verfeinerung ihrer konditionierten Persönlichkeit. Baker hingegen schlägt vor, Erfahrung als eine Abfolge einzelner, separater Momente wahrzunehmen. Durch Praxis lasse sich zwischen je zwei Momenten eine Pause erfahren. Diese Pause kann, wenn sie bemerkt und kultiviert wird, zum sogenannten ursprünglichen Geist führen, also zu wirklich spontanen Impulsen, die über die konditionierten Muster der biografischen Identität hinausgehen.[37]
- Gewahrsein versus Bewusstsein: Baker verwendet den Begriff Bewusstsein, um einen ununterbrochenen Strom konzeptueller Erfahrung zu beschreiben – wie er im westlichen Kulturverständnis angenommen wird (siehe oben). Alles, was im Bewusstsein auftaucht, geschieht als Reaktion auf vorherige Inhalte des Bewusstseins. Es folgt damit bestimmten persönlichen oder reaktiven Mustern, die konditioniert und damit begrenzt sind. Gewahrsein hingegen bezeichnet eine offene, freie und feldartige Qualität der Erfahrung, in der wirklich spontane und ursprüngliche Impulse entstehen können.[37]
- Aktivität versus Entität: Diese Unterscheidung erweitert die zuvor genannten. In der westlichen Kultur werden Wesen und Dinge meist als voneinander getrennte und feste Entitäten verstanden – etwa „Mann“, „Frau“, „Anwalt“, „Lehrerin“, „Baum“, „Vogel“, „Stein“. Baker weist darauf hin, dass diese Entitäten mit bestimmten, als fest angenommenen Eigenschaften verbunden sind. Wer einen „Baum“ sieht, nimmt also nicht das wahr, was tatsächlich geschieht, sondern ein mentales Konstrukt dessen, was der Begriff „Baum“ für ihn oder sie bedeutet. Was konkret gesehen wird, hängt dann auch stark von der eigenen Identität ab: Eine Person, die sich als Förster definiert, sieht einen Baum anders als jemand, der sich als Ornithologe definiert – obwohl beide denselben Baum betrachten. In der yogischen Kultur dagegen gibt es keine Entität „Baum“, sondern nur einen sich ständig verändernden Prozess oder eine Aktivität. Baker schlägt deshalb gelegentlich vor, das Verb „bäumen“ zu verwenden, um das zu beschreiben, was wir normalerweise mit dem Substantiv „Baum“ meinen. Wer sich dieser Sichtweise öffnet, könne beginnen, das tatsächlich Geschehende wahrzunehmen – statt es nur zu benennen oder zu konzeptualisieren.[35]
- Momentane versus biografische Identität: Diese Unterscheidung verknüpft die bisherigen Aspekte. Nach Baker verorten Menschen westlicher Prägung ihre Identität üblicherweise in ihrer kulturell, sozial und biografisch geformten Persönlichkeit, also in einem Geflecht aus konditionierten Gedanken, Emotionen, gelernten Wahrnehmungsmustern etcetera. Dieser Prozess – des Sich-Identifizierens mit der eigenen Persönlichkeit – geschieht so automatisch und unbewusst, dass er den meisten als alternativlos erscheint. Die Vorstellung, dass es auch anders gehen könnte, wirkt deshalb für viele fremd oder geradezu absurd. Baker zufolge ist diese Identifikation mit der eigenen Persönlichkeit jedoch nur eine kulturell gelernte Gewohnheit. Das yogische Paradigma setzt ihr eine echte Alternative entgegen: Dieser Alternative zufolge kann man Identität in das momentane, sich fortwährend wandelnde Erfahrungsfeld relationaler Wahrnehmung platzieren – also in die Felder des Seh-, Hör-, Riech-, Schmeck- und Tast-/Körperspürsinns. Dadurch wird die biografisch konditionierte Kontinuität unterbrochen, und es können tatsächlich ursprüngliche, spontane Impulse entstehen. Die Persönlichkeit bleibt dabei bestehen; sie ist nur nicht mehr der Ort der Identifikation. Baker spricht in diesem Zusammenhang mitunter von einer „Verortung“ der Identität. Das von ihm neu gebildete Wort „locationing“ (als Gerundium) soll verdeutlichen, dass dieser Vorgang sowohl eine bewusste Entscheidung als auch eine aktive Praxis ist. Man kann sich also jederzeit entscheiden, die Identität nicht mehr mit der eigenen Persönlichkeit, sondern mit dem gegenwärtigen Erfahrungsfeld zu verbinden – und diese Entscheidung immer wieder neu treffen. Eine mögliche Folge davon ist, dass man sich selbst nicht mehr als Entität, sondern als Prozess erlebt.[37]
- Pausieren und Vereinheiten (unitizing) von Erfahrung: Beides sind grundlegende Praktiken, die Baker empfiehlt, um eine Weltsicht gemäß den Annahmen der yogischen Kultur zu kultivieren: Praktizierende können bewusst üben, Erfahrung nicht als kontinuierlichen Fluss, sondern als eine Abfolge separater Einheiten wahrzunehmen. Einfache Beispiele wären das bewusste Spüren eines Einatmens, eines Ausatmens, eines Schritts oder das bewusste Sehen eines Baums, eines Steins oder eines Menschen. Jede Erfahrungseinheit wird dabei in ihrem Entstehen, Bestehen und Vergehen wahrgenommen – was der Definition eines „Dharma“ entspricht. Zwischen zwei Einheiten liegt stets das Potenzial für eine Pause. Und in dieser Pause liegt das Potenzial für eine folgende Einheit, die spontan entsteht – statt aus konditionierten Gedanken entsteht. (Das hier beschrieben Prinzip beschreibt Baker mit seiner englischen Wortneuschöpfung „unitizing“, die sich auf Deutsch vielleicht am ehesten mit „Vereinheiten“ übersetzen lässt.)[38]
- Konstruktion von Wirklichkeit und Identität: Baker nutzt die obigen Unterscheidungen, um zu zeigen, dass sowohl Wirklichkeit als auch Identität stets aus einer sogenannten Innerlichkeit konstruiert werden, und das diese Konstuktion dann als Äußerlichkeit projiziert wird. Menschen haben eine Wahl, wie und mit welchem Bezugspunkt diese Konstruktion erfolgt. Im westlichen Kulturparadigma ist diese Konstruktion meist stark von individuellen biografischen Ereignissen geprägt. Die Möglichkeit, an diesem Konstruktionsprozess aktiv teilzunehmen, bleibt den meisten Menschen verborgen – was zur Entstehung und Fortsetzung von großem Leiden führen kann. Das yogische Paradigma hingegen macht deutlich, dass ein Wesen aktiv an der Konstruktion seiner Identität und Wirklichkeit teilnehmen kann. Zen-Praxis, so Baker, schlägt vor, das Ideal des Bodhisattva – also eines Wesens, das sich der Befreiung aller Wesen verschrieben hat – als Modell oder Referenzpunkt für die Konstruktion der eigenen Identität zu verwenden. Das führe, so sagt er, zu geistiger Gesundheit und zur Beendigung von Leiden.[37]
- Trennung versus Verbundenheit (oder: „Keine Wesen zurücklassen“): Zusammengenommen verweisen die oben genannten Unterscheidungen auf einen weiteren fundamentalen Unterschied zwischen westlicher und yogischer Kultur. In vielerlei Hinsicht geht das westliche Paradigma von einer individualistischen Trennung aus und kultiviert diese, was letztlich zu Leiden führen kann. Das yogische Paradigma hingegen kultiviert eine unbegrenzte Verbundenheit, was zur Beendigung von Leiden führen kann. Baker sagt, das yogische Weltbild komme der Weise, wie wir tatsächlich existieren, näher – ebenso wie den Erkenntnissen moderner Wissenschaft. Er betont, dass Zen-Praxis als Weisheit nur mit einer Haltung des „Nicht-Zurücklassens von Wesen“ („not abandoning any beings“) möglich ist. Das bedeutet: Praktizierende können nie nur für sich selbst praktizieren – denn damit würden sie unter das westliche Paradigma fallen. Stattdessen wird Praxis stets im Bewusstsein für die grenzenlose Verbundenheit mit allen Wesen kultiviert, so wie es im Ideal des Bodhisattva beschrieben ist.[38]